# Luisa Agudelo
Luisa Fernanda Agudelo Morelo (Cali, Colombia; 27 de marzo de 2007) es una futbolista colombiana juega como portera en el Deportivo Cali de la Liga Profesional Femenina de Colombia, ha sido internacional con la selección Colombia categoría sub-17, sub-20 y recientemente por la de mayores.

## Biografía
Con solo 10 años Luisa integró la Selección del Valle y jugaba en el Sporting Club un equipo aficionado de la ciudad, en 2019 sufrió una lesión (contusión ósea de cadera) que la alejó por año y medio de las canchas, pero Luisa se pudo recuperar.
En 2022 debutó en el futbol profesional colombiano con el Cortuluá y además fue convocada por la selección Colombia para disputar la Copa del Mundo Sub-17 de 2022 donde logró protagonismo nacional al atajar el penalti decisivo que le dio a la selección el pase a la final del torneo.
En 2023 Luisa llega al Deportivo Cali ese año durante los juegos nacionales en representación del Valle Del Cauca Luisa anota un gol desde mitad de cancha.
En 2024 logro coronarse campeona de la Liga Profesional Femenina con el Deportivo Cali y logró integrar la plantilla de la Selección Colombia femenina Sub-20 en el Mundial Femenino Sub-20 de 2024 certamen donde la tricolor es anfitriona y donde llegaría hasta los cuartos de final.

## Participaciones internacionales

### Participaciones en Campeonatos Sudamericanos
| Competición                            | Sede     | Resultado    |
| -------------------------------------- | -------- | ------------ |
| Campeonato Sudamericano Sub-17 de 2022 | Uruguay  | Subcampeona  |
| Campeonato Sudamericano Sub-17 de 2024 | Paraguay | Subcampeona  |
| Campeonato Sudamericano Sub-20 de 2024 | Ecuador  | Tercer lugar |

### Participaciones en Copa del mundo
| Competición                            | Sede                 | Resultado        |
| -------------------------------------- | -------------------- | ---------------- |
| Copa Mundial Femenina Sub-17 FIFA 2022 | India                | Subcampeona      |
| Copa Mundial Femenina Sub-20 FIFA 2024 | Colombia             | Cuartos de final |
| Copa Mundial Femenina Sub-17 FIFA 2024 | República Dominicana | Fase de grupos   |

## Clubes
Actualizado a 16/09/2024
| Club           | País     | Año      | Partidos | Goles |
| -------------- | -------- | -------- | -------- | ----- |
| Cortuluá       | Colombia | 2022     | 7        | 0     |
| Deportivo Cali | Colombia | 2023-act | 13       | 0     |

## Palmarés

### Títulos nacionales
| Título                       | Club            | País     | Año  |
| ---------------------------- | --------------- | -------- | ---- |
| Juegos Deportivos Nacionales | Valle del Cauca | Colombia | 2023 |
| Liga Femenina                | Deportivo Cali  | Colombia | 2024 |